# 格莱萨克瑟公交换乘枢纽
格莱萨克瑟公交换乘枢纽（丹麦语：Gladsaxe Trafikplads）是一座公交换乘枢纽。位于丹麦首都大区格萊薩克瑟市鎮格莱萨克瑟环路与格莱萨克瑟磨坊路（Gladsaxe Møllevej）交口处。现有多路巴士停靠或以本站为终点。预计于2025年开通的“丹麦首都圈轻轨三环路线”亦将在本站设站。

## 历史
格莱萨克瑟公交换乘枢纽于1952年12月2日启用。启用初期由两个相对独立的公交场站构成。启用初期在本站停靠的巴士线路包括119路、160路、161路、162路和163路。后来为便于巴士和哥本哈根市郊铁路间的换乘，在本站停靠的巴士线路亦作出相应调整。 
1968年之前，由当时的哥本哈根轻轨公司运营的38路巴士也在本站停靠。这时的哥本哈根轻轨公司在本站亦设有相关设施。
1968年至1995年间，格莱萨克瑟公交换乘枢纽的硬件设施并未产生太大的变化，但在其中停靠巴士线路做出过多次调整，包括1972年因哥本哈根轻轨公司结业而做出的诸多调整等等。1990年，大哥本哈根地区开始开行“S巴士”。 1990年开通，运行在格莱萨克瑟环路的300S路巴士开始在格莱萨克瑟公交换乘枢纽停靠。
1996年，格莱萨克瑟公交换乘枢纽进行了大规模改造。 此次改造将原有的两个相对独立的公交场站合并为现在的一个大公交场站。还附设一座带有售货亭和洗手间的站房。之后，300S路巴士依然运行在格莱萨克瑟环路上并继续在格莱萨克瑟公交换乘枢纽停靠。200S路和166路不再经格莱萨克瑟磨坊路（Gladsaxe Møllevej）停靠格莱萨克瑟公交换乘枢纽。 2019年10月13日，停靠本站的巴士线路再次做出调整，此后在本站停靠的巴士线路包括：68路、160路、164路、165路、30E路、200S路、250S路、300S路。

## 丹麦首都圈轻轨使用部分
建设中的“丹麦首都圈轻轨三环路线”亦计划在本站设站。“丹麦首都圈轻轨三环路线”使用部分预计于2025年随“丹麦首都圈轻轨三环路线”全线通车而启用。“丹麦首都圈轻轨三环路线”通车后，将取代现有的300S路巴士和30E路巴士。